# Brân il Benedetto
Brân il Benedetto (in gallese Bendigeidfrân, lett. "Corvo Benedetto", anche Brân Fendigaidd) è una divinità della mitologia celtica. Re di Britannia, veniva rappresentato come un gigante.
La sua figura appare in molte delle Triadi gallesi, ma principalmente nel Secondo Ramo del Mabinogion: Brânwen, figlia di Llyr. È figlio di Llyr e Penarddun, e fratello di Brânwen, Manawydan, Nisien e Efnisien.

## Ruolo nelMabinogion
Mentre siede su uno scoglio presso Harlech, Brân osserva tredici navi avvicinarsi. Sono le navi di Matholwch, re d'Irlanda, che è giunto per stringere alleanza con Brân. A questo fine chiede la mano di sua sorella Brânwen. Brân accetta. Durante la festa di fidanzamento sopraggiunge Efnisien, un fratellastro di Brânwen e Brân, e domanda cosa succede. Informato del fatto, si infuria perché Brânwen è stata data in sposa senza il suo permesso. Sfoga il suo malumore sfigurando i cavalli di Matholwch. Matholwch si offende profondamente e Brân tenta di ripagarlo dandogli nuovi cavalli, una verga d'argento e un piatto d'oro. Per dimostrargli la sua generosità, Brân gli dona anche un calderone magico che ha il potere di riportare in vita i morti.
Una volta in Irlanda, Matholwch e Brânwen sono trattati affettuosamente da tutto il popolo. Dopo un anno nasce l'erede al trono: Gwern. Ma i nobili irlandesi, non gradendo una regina straniera, spingono Matholwch a farla lavorare nelle cucine e ad essere schiaffeggiata ogni giorno dal macellaio. Brânwen addomestica uno storno e lo manda attraverso il Mare d'Irlanda da suo fratello con un messaggio di aiuto. Ricevutolo, Brân raduno i capi di 144 regni e salpa dal Galles verso l'Irlanda per soccorrerla assieme al fratello Manawydan. Come suo luogotenente del regno lasciò in Britannia il figlio Caradawc assistito da Heveydd Hir, Unic Glew Ysgwyd, Iddic ap Anarawc Gwalltgrwn, Fodor ap Ervyll, Gwlch Minascwrn, Llassar ap Llaesar Llaesgygwyd e Pendaran Dyved.
Brân attraversa il mare a piedi e viene scambiato da dei porcai per una montagna. Quando Matholwch avvista il gigante, chiede la pace cedendo il trono a Gwern e, come gesto di buona volontà, costruisce una casa grande abbastanza per Brân. I nobili irlandesi sono contrari, così si nascondono nella casa appena costruita in sacchi per la farina per attaccare di sorpresa Brân. Efnisien intuisce cosa sta per succedere e li uccide nei loro sacchi.
Durante il banchetto Efnisien getta nel fuoco suo nipote Gwern, scatenando la guerra. All'inizio gli Irlandesi sono in vantaggio grazie al calderone magico. Quando i loro morti sono messi al suo interno, tornano in vita e sono in grado di combattere come sempre, sebbene non possano parlare. Efnisien si finge morto e viene posto nel calderone che si spacca, facendo scoppiare il suo cuore. Alla fine i Gallesi vincono, ma solo sette uomini sopravvivono: Pryderi, Manawydan, Gluneu Eil Taran, Taliesin, Ynawc, Grudyen ap Muryel e Heilyn ap Gwynn Hen. Brân, prima di morire per ferita al piede causata da una freccia avvelenata, ordina che la sua testa venga tagliata e sepolta a Londra. Quando i sopravvissuti ritornano in Britannia, Brânwen muore di dolore credendo di essere la causa della guerra e viene sepolta vicino al fiume Alaw in Anglesey.
Per sette anni i sette sopravvissuti restano ad Harlech, dove sono intrattenuti dalla testa di Brân, che continua a parlare e dagli incantevoli cinguettii degli uccelli di Rhiannon. In seguito si spostano a Gwales (spesso identificata con Grassholm Island, al largo del Dyfed), dove vivono ottant'anni in un castello incantato senza percepire il trascorrere del tempo. Alla fine uno di loro apre la porta della sala che guarda la Cornovaglia e l'afflizione per quello che è accaduto si ripresenta. Come ordinato portano la testa, adesso muta, a Gwynfryn, la "Collina Bianca"  (forse il luogo dove oggi sorge la Torre di Londra) e la seppelliscono in direzione della Francia, così da scongiurare future invasioni.
L'immagine della testa parlante è ampiamente considerata una derivazione dall'antico "culto della testa": per i Celti la testa era considerata la dimora dell'anima.

## Altre associazioni
Secondo le Triadi gallesi la testa di Brân fu sepolta a Londra dove sorge la Torre di Londra. Fino a quando rimarrà lì, la Gran Bretagna sarà protetta dalle invasioni. Tuttavia re Artù dissotterò la testa, dichiarando che il paese sarebbe stato protetto solo dalla sua grande forza. In epoca moderna si sono fatti dei tentativi per collegare la pratica ancora attuale di tenere i corvi della Torre di Londra sotto la cura degli Yeomen Warder Ravenmaster con la storia di Brân, il cui nome significa "Corvo".
Molti studiosi hanno notato somiglianze tra Brân il Benedetto e il personaggio arturiano del Re Pescatore, il custode del Graal. Il Re Pescatore appare per la prima volta nell'opera del XII secolo Perceval o il racconto del Graal del francese Chrétien de Troyes. Il Re Pescatore ha ricevuto una ferita mortale alla coscia (Brân al piede) ma rimane in vita nel suo castello mistico di Corbenic grazie al Graal, in attesa di essere guarito da Parsifal. Successivamente nel suo Giuseppe di Arimatea Robert de Boron descrive la storia del Graal nei tempi antichi e dice che il primo Re Pescatore era un uomo chiamato "Bron". Per altro la storia gallese Peredur figlio di Efrawg, una versione della storia di Perceval con notevoli differenze, rappresenta l'eroe in visita presso un misterioso castello, dove non trova il Graal ma piuttosto una testa umana troncata dal corpo. Inoltre alcune opere attribuiscono al Graal il potere di far risuscitare i morti, rendendolo simile al calderone di Brân.

## Nome
Tutti i testi mitologici gallesi del Mabinogion sono stati redatti tra il XIV e il XV secolo in lingua medio gallese. Di conseguenza ci sono discrepanze riguardo alla forma dei nomi, perché le traduzioni inglesi conservano l'ortografia medio gallese, mentre le traduzioni in gallese usano l'ortografia del gallese moderno. Il medio gallese presenta alcune varianti del nome Brân: Vran and Uran.
Nel Mabinogion il personaggio è praticamente citato esclusivamente come Bendigeituran (l'epiteto Bendigeit significa "benedetto" o "lodevole"). Le uniche eccezioni sono i patronimici di suo figlio Caradog ap Brân e un singolo riferimento al suo raduno in Irlanda come Gwledd Brân, "La festa di Brân (o del 'Corvo')". Questa consuetudine è seguita nelle Triadi gallesi. Bendigeituran diventa "Bendigeidfrân" o "Brân Fendigeid" in gallese moderno. Bendigeidfran è la forma usata in molti adattamenti in gallese moderno del Mabinogion. Tuttavia riferimenti precedenti generalmente non includono l'epiteto, chiamando il personaggio Brân fab Llyr o semplicemente Brân. Ifor Williams suppose che Bendigeit era un'aggiunta tarda, forse in sostituzione di una parola divenuta obsoleta al tempo della stesura del Mabinogion. "Vran" appare in un'antica poesia nel Libro di Taliesin, Mentre Cynddelw Brydydd Mawr e Prydydd y Moch citano Brân fab Llyr molte volte nelle loro poesie con grafie differenti. Tuttavia Bleddyn Fardd si riferisce a "Benigeitran" nella sua elegia per Llywelyn Ein Llyw Olaf ap Gruffydd, dimostrando che l'epiteto "Bendigeit" è stato unito a Brân già alla fine del XIII sec.